# Bumi Serdang
Bumi Serdang is een bestuurslaag in het regentschap Banyuasin van de provincie Zuid-Sumatra, Indonesië. Bumi Serdang telt 1417 inwoners (volkstelling 2010).